# 吉約姆
吉約姆是伊朗的城市，位於該國南部札格羅斯山脈東南部，由法爾斯省負責管轄，距離首府設拉子25公里，海拔高度1,800米，2006年人口7,297。